# Zhangshu
Zhangshu, tidigare romaniserat Changshu, är stad på häradsnivå som lyder under Yichuns stad på prefekturnivå i Jiangxi-provinsen i sydöstra Kina. Den ligger omkring 76 kilometer sydväst om provinshuvudstaden Nanchang.